# 劉志 (嘉靖進士)
劉志（1503年—？），字寧卿，山西平陽府翼城縣人，民籍，明朝政治人物。

## 生平
嘉靖七年戊子山西鄉試第七名舉人。嘉靖十七年（1538年）中式戊戌科會試第三百十三名，登進士第二甲第五十五名。授户部主事，轉员外郎。孤介寡合，不謁權貴。升陕西按察司僉事，轉布政司左參議。清操不染，執法不擾。父劉[王田]疾，懇疏終養，朝夕不離父側。父肩輿行田野，志携盒随之。事繼母曹，同寝食者三十年如一日。邑有利弊則達之上官，不自引嫌，邑人追頌至今，與王泰同稱大人焉。御史喻時目之爲古君子，都御史榜其門曰：「孝廉」，祀鄉賢。

## 家族
曾祖劉復嚴；祖父劉䎕，恩例冠帶；父劉珚，洧川县訓導。母曹氏。具庆下。兄劉愈。弟劉悊、劉聪。